# بطولة أمريكا الجنوبية لألعاب القوى 1924
بطولة أمريكا الجنوبية لألعاب القوى 1924 هي النسخة الـ 3 من بطولة أمريكا الجنوبية لألعاب القوى. أقيمت في بوينس آيرس بالأرجنتين وشاركت فيها ثلاث دول فقط. تصدرت الأرجنتين جدول الميداليات برصيد 29 ميدالية منها 13 ذهبية.

## جدول الميداليات
| الترتيب | منتخب      | ذهبية | فضية | برونزية | المجموع |
| ------- | ---------- | ----- | ---- | ------- | ------- |
| 1       | الأرجنتين  | 13    | 9    | 7       | 29      |
| 2       | تشيلي      | 9     | 10   | 8       | 27      |
| 3       | الأوروغواي | 1     | 2    | 5       | 8       |